# Liam Bertazzo
Liam Bertazzo (Este, 17 febbraio 1992) è un ex pistard e ciclista su strada italiano. Professionista dal 2015 al 2023, su pista ha vinto un titolo mondiale nell'inseguimento a squadre e due titoli europei, uno nell'americana e uno nell'inseguimento a squadre.
È fratello minore di Omar Bertazzo, anch'egli ciclista.

## Palmarès

### Pista
- 2013

Campionati europei, Americana (con Elia Viviani)
- 2014

Sei giorni delle Rose, Corsa a punti Under-23
- 2015

Sei giorni delle Rose, Americana (con Elia Viviani)
- 2016

Tre sere di Pordenone (con Marco Coledan)
- 2017

1ª prova Coppa del mondo 2017-2018, Inseguimento a squadre (Pruszków, con Simone Consonni, Filippo Ganna e Francesco Lamon)
- 2018

Sei giorni delle Rose (con Francesco Lamon)
Campionati europei, Inseguimento a squadre (con Filippo Ganna, Francesco Lamon, Michele Scartezzini ed Elia Viviani)
- 2019

6ª prova Coppa del mondo 2018-2019, Inseguimento a squadre (Hong Kong, con Filippo Ganna, Francesco Lamon e Davide Plebani)
- 2020

Tre sere di Pordenone, Omnium
- 2021

Campionati del mondo, Inseguimento a squadre (con Simone Consonni, Filippo Ganna, Francesco Lamon e Jonathan Milan)
- 2022

3ª prova Coppa delle Nazioni, Inseguimento a squadre (Cali, con Francesco Lamon, Jonathan Milan, Davide Plebani e Michele Scartezzini)

### Strada
- 2012 (Trevigiani-Dynamon-Bottoli, tre vittorie)

Trofeo Città di Osio Sotto
Gran Premio Città di Bozzolo
Trofeo Comune di Acquanegra sul Chiese
- 2014 (Mg.K Vis-Trevigiani, una vittoria)

1ª tappa Tour de Serbie (Požarevac)
- 2017 (Wilier Triestina, due vittorie)

2ª tappa Tour of China I (Yunzhou)
Classifica generale Tour of China I

#### Altri successi
- 2017

Classifica a punti Tour of China I

## Piazzamenti

### Grandi Giri
- Giro d'Italia

2016: ritirato (14ª tappa)
2018: 143º

### Classiche monumento
- Milano-Sanremo

2018: 162º
2019: ritirato
- Giro delle Fiandre

2017: ritirato

### Competizioni mondiali
- Campionati del mondo su pista

Minsk 2013 - Americana: 4º
Minsk 2013 - Inseguimento a squadre: 9º
Cali 2014 - Inseguimento a squadre: 11º
Saint-Quentin-en-Yvelines 2015 - Corsa a punti: 6º
Saint-Quentin-en-Yvelines 2015 - Inseguimento a squadre: 16º
Saint-Quentin-en-Yvelines 2015 - Inseguimento individuale: 18º
Saint-Quentin-en-Yvelines 2015 - Americana: 2º
Londra 2016 - Corsa a punti: ritirato
Londra 2016 - Inseguimento a squadre: 4º
Londra 2016 - Americana: 15º
Hong Kong 2017 - Inseguimento a squadre: 3º
Hong Kong 2017 - Inseguimento individuale: 17º
Hong Kong 2017 - Americana: 10º
Apeldoorn 2018 - Inseguimento a squadre: 3º
Apeldoorn 2018 - Corsa a punti: 10º
Apeldoorn 2018 - Americana: 10º
Pruszków 2019 - Inseguimento a squadre: 10º
Pruszków 2019 - Corsa a punti: 5º
Roubaix 2021 - Inseguimento a squadre: vincitore
- Campionati del mondo su strada

Ponferrada 2014 - Cronosquadre: 25º

### Competizioni europee
- Campionati europei su pista

Mosca 2010 - Inseguimento a squadre Juniores: 2º
Anadia 2012 - Corsa a punti Under-23: 10º
Panevėžys 2012 - Inseguimento a squadre: 3º
Panevėžys 2012 - Americana: 7º
Anadia 2013 - Scratch Under-23: 5º
Anadia 2013 - Corsa a punti Under-23: 6º
Anadia 2013 - Americana Under-23: 7º
Apeldoorn 2013 - Americana: vincitore
Anadia 2014 - Americana Under-23: 7º
Baie-Mahault 2014 - Corsa a punti: 2º
Baie-Mahault 2014 - Americana: 10º
Grenchen 2015 - Corsa a punti: 9º
Berlino 2017 - Inseguimento a squadre: 2º
Berlino 2017 - Corsa a punti: 7º
Glasgow 2018 - Inseguimento a squadre: vincitore
Glasgow 2018 - Corsa a punti: 7º
Grenchen 2021 - Inseguimento a squadre: 5º
- Campionati europei su strada

Plouay 2014 - In linea Under-23: 7º
Plouay 2020 - Staffetta: 3º
- Giochi europei

Minsk 2019 - Inseguimento a squadre: 2º
Minsk 2019 - Corsa a punti: 5º
Minsk 2019 - Omnium: 8º